# Adrian Lister
Adrian Lister es un paleontólogo británico, catedrático de paleobiología en la University College de Londres. En el año 1976 se graduó en zoología en la Universidad de Cambridge, donde obtuvo el doctorado en 1981. Su especialidad es el estudio de mamíferos del Período cuaternario. En ocasiones aparece en programas de radio y televisión para hablar sobre paleontología o sobre la evolución.
Fue asesor científico en varias series como Walking with Beasts o Monsters We Met. En esta última, el trabajo de investigación de Lister se centró en intentar determinar el elemento desencadenador de la extinción de los grandes mamíferos en Europa a finales de la última edad de hielo. Analizando el registro fósil de algunas especies como Megaloceros giganteus, el rinoceronte lanudo, o el mamut, Lister y Tony Stuart sugirieron que fue un cambio ecológico y ambiental el causante de la merma en las poblaciones de estos mamíferos, y que los humanos de la prehistoria les habrían dado el golpe de gracia.
Aparte de estas hipótesis sobre su extinción, Lister ha dirigido otros tipos de investigaciones sobre los mamuts. Lister y Andrei V. Sher, de la Academia Rusa de las Ciencias, estudiaron el clima de Siberia durante la última edad glacial, y descubrieron que las condiciones climáticas periglaciales duraron allí más tiempo que en Europa. También determinaron que las adaptaciones de algunas especies de mamut para pastar se originaron en Siberia y más tarde se extendieron por toda Europa.
Lister describió la especie Leptictidium nasutum en 1985, junto con Gerhard Storch.